# Фотій (Топіро)
Архієпископ Фотій (в миру Борис Олександрович Топіро; 16 (28) січня 1884, станція Письменне, Катеринославська губернія — †20 серпня 1952, Львів) — український релігійний діяч, єпископ Українського екзархату РПЦ, архієпископ Львівський та Тернопільський УЕ РПЦ.
1920–1940 - єпископ Православної Церкви СССР (так звані «обновленці») та єпископ ТВЦР (так званий консервативний «григоріанський розкол»).

## Життєпис
Батько був начальником станції Письменне, де і народився Борис Тапіро. Присвятити себе духовній справі думав ще із гімназійних часів. Коли вже навчався останній рік у гімназії, звернувся до оптинського старця Йосифа Оптинського за порадою. Старець порадив піти спочатку до духовної академії, а після закінчення «чинити за Божою волею».
Закінчив 8-му Санкт-Петербурзьку класичну гімназію, у 1904 поступив до Петербурзької духовної академії, яку закінчив у 1908 зі званням кандидата богослов'я, потім зайнявся педагогікою та літературою, був викладачем середньої школи.

### В обновленстві та григоріанстві
1926 пішов до обновленців. У тому ж році пострижений у чернецтво та рукопокладений в ієродиякона, а потім в ієромонаха.
22 лютого 1927 — хіротонія у Харкові в єпископа Тульчинського. У тому ж році зведений в архієпископа.
25 травня 1928 — обновленський архієпископ Луганський (Ворошиловоградський).
1931 — пішов на покій. У цьому ж році перейшов до григоріанського розколу, де рукопокладений в єпископа Новочеркаського і зведений в сан архієпископа.
Від 1935 богослужінь не здійснював. Був прийнятий на державну службу. Перед Другою світовою війною — доцент Карельського педагогічного університету у Петрозаводську на катедрі російської літератури.

### У відновленій РПЦ
У липні 1943 прибув до Ульянівська, де на той момент перебував Патріарший місцеблюститель Сергій (Страгородський). 22 липня перед митрополитом зрікся «від розкольницької химери» і прийнятий до церкви як звичайний чернець.
23 червня у цвинтарній церкві Ульянівська рукопокладений в ієродиякони.
24 липня обраний в єпископи. У той же день рукопокладений в сан ієромонаха. Того ж дня відбулося його наречення в єпископа.

### Єпископ Московської патріархії
25 липня 1943 у Казанській церкві в Ульяновську хіротонію в єпископа Кубанського та Краснодарського. Це була третя єпископська хіротонія.
7 вересня 1944 відбулися збори «двадцятки» Успенського храму Новоросійська, на якому слухалася доповідь голови Церковної ради Маслова А. Н. «про перебування Єпископа Фотія у Новоросійську і його грубому та неуважному відношенні до вірян та церковному причту». Було прийнято рішення "перервати з єпископом Фотієм молитвені відносини і не визнавати його правлячим єпископом, і перехід у підпорядкування архієпископу Флавіану (Іванову).
Значна частка приходів Краснодарського краю до кінця 1944 залишалася обновленською, ними керував ієрарх Флавіан (Іванов).
До 1944 найбільша кількість обновленських приходів збереглася в Краснодарській єпархії (73), там служили 85 священиків, 3 диякони та 41 паламар. Крім того єпископ Фотій (Топіро) не був популярний у вірян. Флавіан (Іванов) зумів добитися свого призначення на патріаршу Краснодарську єпархію, фактично змістив єпископа Фотія.
26 грудня 1944 — єпископ Херсонський та Миколаївський.
З лютого 1945 — єпископ Орловський та Брянський.
10 — 23 жовтня 1945 архієпископ Фотій за здійснив поїздку до Австрії та Чехословаччини. Метою поїздки було з'єднання із Московською патріархією російських емігрантських приходів. 21 жовтня у катедральному соборі святих Кирила та Мефодія відбулася літургія, яку здійснили разом архієпископ Фотій та єпископ Сергій (Корольов) у служінні чеського духовенства. Таким чином, єпископ Сергій разом зі своїми приходами повернувся до юрисдикції Московської патріархії.
У січні 1946 призначений «у поміч митрополиту Євлогію (Георгієвському) по управлінню Екзархатом». Від відрядження до Парижа відмовився, посилаючись на хворобу, але призначення скасоване не було. Митрополит Євлогій помер і архієпископ Фотій увійшов до складу делегації Московської патріархії на похованні митрополита.
У лютому 1946 зведений в сан архієпископа «за архіпастирські труди та патріотичну діяльність».
19 липня 1946 повернений до Орловської та Брянської єпархії.
12 грудня 1947— архієпископ Херсонський та Одеський.
3 серпня 1948 згідно прохання звільнений на покій.
18 листопада 1948 — архієпископ Віленський та Литовський.
19 січня 1949 на свято Водохрещі очолив хресний хід із катедрального Пречистенського собору на річку Вілія для освячення води. Як вказано у звіті уповноваженого: «За свідченнями архієпископа Фотія, народу взяло участь 6-7 тисяч чоловік, але мені здається, що цифри перебільшені. Як під час ходи туди і назад, так і під час освячення води ніяких подій не було. Без сумніву, що у цій масі учасників хресної ходи був і якийсь відсоток католиків». Така релігійна активність не сподобалася владі, і хресний хід на Водохрещу був заборонений. Відродження традиції ходіння на Йордань у Вільнюсі відбулося лише у 1990 р..
25 лютого 1949 — нагороджений правом носіння хреста на клобуці.
У лютому 1950 призначений Патріаршим екзархом у Західній Європі.
29 червня — 6 липня 1950 — архієпископ Фотій був у складі делегації Російської православної церкви на Конференції духовенства усіх християнських сповідань Чехословаччини з питань захисту миру.
Французьке керівництво так і не пустило його до країни, і 26 жовтня 1951 Синод був змушений звільнити його від посади.
27 грудня 1951 — архієпископ Львівський та Тернопільський. 18 лютого 1952 прибув до Львова.

### Смерть
Помер 20 серпня 1952. Єдиний із православний архієреїв Львівських совецького періоду, що померли на цій катедрі. У день смерті тіло його було перевезено із лікарні до церкви архієрейського будинку. Після архієрейського облачення над ним була здійснена панахида і почалося читання Євангелія.
22 серпня до Львова прибув єпископ Станіславський та Коломийський Антоній (Пельвецький), єпископ Самбірський та Дрогобицький Михаїл (Мельник) та намісник Почаєвської Лаври архімандрит Іннокентій (Леоферов) із представниками від братства Лаври. У домовій церкві була здійснена остання панахида і після труну з тілом перенесли до катедрального собору св.. Юра.

## Твори
- Администрация и управление. — Кишинев : тип. Бессараб. губ. правл., 1914. — 177 с.
- Наше призвание : [Из письма к другу]. — Ставрополь : тип. Губ. правл., 1915. — 27 с.
- Книга для чтения [для] карельской неполной средней и средней школы: Утв. Наркомпросом РСФСР / Под общей ред. проф. М. А. Рыбниковой. — Петрозаводск : Каргосиздат, 1938 (Типография им. Анохина).
- Слово, сказанное в кафедральном Екатерининском соборе города Краснодара за Божественной литургией 20 февраля 1944 года по случаю 26-й годовщины Красной Армии // Журнал Московской Патриархии. М., 1944. — № 3. — С. 29-30.
- Слово на Пасхальной заутрени в Кафедральном Екатерининском соборе города Краснодара, 16 апреля 1944 г. // Журнал Московской Патриархии. М., 1944. — № 5. — С. 14-16.
- Стихи: «Христос Воскрес!» // Журнал Московской Патриархии. М., 1945. — № 5. — С. 34.
- О церковно-патриотической работе духовенства и верующих в послевоенное, мирное, время // Журнал Московской Патриархии. М., 1945. — № 10. — С. 33-35.
- Доклад по командировке во Францию с 10 августа по 25 октября 1946 г. // Архив ОВЦС. Д. «Русская Православная Церковь заграницей». П. «1946». Ч. 2. Л. 69.
- Крупицы воспоминаний // Патриарх Сергий и его духовное наследство. — Москва : Издание Московской Патриархии, 1947. — С. 211.
- Из Орловской епархии // Журнал Московской Патриархии. М., 1947. — № 12. — С. 52.
- Новый год // Журнал Московской Патриархии. М., 1948. — № 12. — С. 21-24.
- Обращение к русской пастве [1 октября 1950 г.] // Вестник Русского Западно-Европейского Патриаршего Экзархата. М., 1950. — № 4. — С. 3-6.
- Обращение к западным православным христианам [5 октября 1950 г.] // Вестник Русского Западно-Европейского Патриаршего Экзархата. М., 1950. — № 4. — С. 7-10.
  - Message, adresse aux chretiens orthodoxes occidentaux [Обращение к западным православным христианам, 5 октября 1950 г.] // Вестник Русского Западно-Европейского Патриаршего Экзархата. М., 1950. — № 4. — С. 36-39.
- О мире // Журнал Московской Патриархии. М., 1950. — № 10. — С. 16.
- Message de Noël [Рождественское послание к пастырям и пастве Западно-Европейского Экзархата (25 декабря 1950 г.)] // Вестник Русского Западно-Европейского Патриаршего Экзархата. М., 1950. — № 5. — С. 8-12.
- Рождественское послание к пастырям и пастве Западно-Европейского Экзархата (25 декабря 1950 г.) // Вестник Русского Западно-Европейского Патриаршего Экзархата. М., 1950. — № 5. — С. 3-7.
- О Всемирном Совете Мира // Журнал Московской Патриархии. М., 1951. — № 5. — С. 12-14.